# Жевинье-э-Мерсе
Жевинье́-э-Мерсе́ (фр. Gevigney-et-Mercey) — коммуна во Франции, находится в регионе Франш-Конте. Департамент — Верхняя Сона. Входит в состав кантона Комбофонтен. Округ коммуны — Везуль.
Код INSEE коммуны — 70267.

## География
Коммуна расположена приблизительно в 290 км к юго-востоку от Парижа, в 65 км севернее Безансона, в 26 км к северо-западу от Везуля.
По территории коммуны протекает река Ужот.

## Население
Население коммуны на 2010 год составляло 470 человек.
| 1962 | 1968 | 1975 | 1982 | 1990 | 1999 | 2010 |
| ---- | ---- | ---- | ---- | ---- | ---- | ---- |
| 478  | 433  | 431  | 458  | 463  | 457  | 470  |

## Администрация
| Период | Период | Фамилия        | Партия | Примечания |
| ------ | ------ | -------------- | ------ | ---------- |
| 1945   | 1953   | Альбер Фино    |        |            |
| 1953   | 1967   | Марсель Депре  |        |            |
| 1967   | 1989   | Мишель Симонен |        |            |
| 1989   | 1995   | Клод Пернен    |        |            |
| 1995   | 2008   | Жан Пийо       |        |            |
| 2008   | 2014   | Клод Демонжо   |        |            |

## Экономика
В 2010 году среди 287 человек трудоспособного возраста (15—64 лет) 228 были экономически активными, 59 — неактивными (показатель активности — 79,4 %, в 1999 году было 72,5 %). Из 228 активных жителей работали 212 человек (120 мужчин и 92 женщины), безработных было 16 (6 мужчин и 10 женщин). Среди 59 неактивных 12 человек были учениками или студентами, 35 — пенсионерами, 12 были неактивными по другим причинам.